# MyCream
A MyCream (ejtsd: májkrém) magyar humoros jellegű zenekar, amely popszámok parodizálására „szakosodott”. Teljes neve: MyCream Popparódia Playback Botrányzenekar és Prózazenekar.

## Története
A Showder duó humoros és parodisztikus jellegű zenekar volt, amelyet két tag alkotott: Orbán Sándor és Wéber Tamás. A közélet dolgait parodizálták főként. 1988-ban alakultak meg, Varga József tanácsára. 1990-ben még a Magyar Rádió Humorfesztiváljának döntőjére is bekerültek.  Nem éltek meg valami hosszú kort, 1993-ban már fel is oszlottak, személyes ellentétek miatt (a tagok ugyanis "egy életre" összevesztek). A feloszlás után a tagok megalapították a MyCream Popparódia nevű együttest, amely nevéhez híven popzenei számokat parodizál. Orbán Sándor 1998-ban otthagyta a zenekart, helyére Aradi Tibor került. Olyan híres számok paródiái készültek el, mint az Álomhajó vagy a Balatoni láz. Az együttes négy albumot jelentetett meg. A humoristák saját lemezkiadó céget is létrehoztak az együttes számára, "MyCream Wörld Rekordz" néven. A lemezkiadó a Mycream négy albuma mellett Erdélyi Csilla (Vadóc) popénekesnő "Sexepil" albumát is megjelentette. Ez a kiadó mára megszűnt. 1995-ben alakultak, és 2002-ben oszlottak fel. 2001-ben a Sziget Fesztiválon is felléptek.
A Showder duó együttesnek nem volt köze sem az Esti Showder Fábry Sándorral, sem a Showder Klub című műsorokhoz (előbb is alakult meg, mint a megnevezett műsorok).
2022. december 31-én az ATV csatornán a szilveszteri műsorban (az Aradi-Varga Show részeként) újra összeálltak, a Homorú szamurájt adták elő, Walla Ervin nélkül, de Orbán Sándorral együtt.

## Tagjai
- Aradi Tibor
- Orbán Sándor
- Walla Ervin
- Wéber Tamás

## Diszkográfia

### Showder duó
- Nyomjuk a Showdert! (1991, kazetta) Ez a lemez a Kadencia Kft. gondozásában jelent meg.[1]

### MyCream
1996 – Popparódiák
- 01. Homorú szamuráj
- 02. Szakaszvezetőnőőőő
- 03. 1-Veleg
- 04. Méretlenek
- 05. Tele van az arcom... Vörös istván és a Prognózis - Kutya világ / Tele van a város szerelemmel
- 06. Techno (Alvajáróktól a Carpe Diemig)
- 07. Kotonáj Dzsó
- 08. Dzsungi Buli
- 09. Dal A Quarelinről
- 10. Prézli Rézi
- 11. Ráncos Pléhboj
- 12. Minden ki?

1996 – Pop Paródiák II. – Má' Megint?!
- Kollekció
  - 01. Száj – Soho Party: Szállj
  - 02. Itt a csődület – Erika C.: Tiszta őrület
  - 03. Hajráf – Pa-dö-dő: Hajrá; Soha
  - 04. Nincs vaj, néni – Sipos F. Tamás: Nincs baj, baby
  - 05. Boniem – Boney M.
  - 06. Na mi kő? – Akela: Kő
  - 07. Télapó hol van? – Jingle Bell
  - 08. Lakatolt sziget – Ámokfutók: Robinson
- My Cream mint[h]a kollekció
  - 09. Hógolyó – Sipos F.. ha más
  - 10. Kulcs a hogyhijjákhoz – Epi-Gang
  - 11. Techno-popo – Pepech Módi
  - 12. Nepi-Sky – És a többi
- BonusTrack
  - 13. Homorú szamuráj – Szomorú Szamuráj
  - 14. Tele van az arcom... – Kutya világ
  - 15. Pistám a sirály – Rock opera paródia

1997 – Pop-Paródiák III.
- 01. Balatoni Frász – 4F Club: Balatoni láz
- 02. Csór A Róza – Dj. Dali: Shosholoza
- 03. Felnőtt nő – TNT: Rendőrnő
- 04. Álom, ha jó – Carpe Diem: Álomhajó
- 05. Rástartolok – Baby Sisters: Rád gondolok
- 06. A folt dala – Ámokfutók: A hold dala
- 07. Gyökkettő... – Animal Cannibals: 1x1
- 08. Géz a kézen – Soho Party: Kéz a kézben
- 09. Dagad a kar – FBI: Szabad a csók
- 10. Azt Kajálok... – Pa-dö-dő: Azt csinálok
- 11. Dr Lóvé – UFO: Szerelem doktor
- 12. Álmos vagyok – Honfoglalás rap

1998 – Válóperes rotty
- 01. (N) Épdal egyveleg - discoritmusban
- 02. Hopsz Sára, avagy rum a roma
- 03. Józsi, te disznó
- 04. Hány-x mondtuk...
- 05. A ramaty kamaty (Édesanyám, igaza volt)
- 06. A válás másnapján
- 07. Gankszta Laci bácsi
- 08. Pumpa dal - ökumikus-nóta
- 09. Ártatlan vagyok (vagy nem...?!)
- 10. Lesz bi? Kuss!!!
- 11. Hozományvadászat
- 12. Tegnapelőtt feljött a Hold...

1998 – 5. – Pop-on maradtunk...!
- 01. Be vagyok én rúgva – TNT: Bele vagyok zúgva
- 02. Nyakig ér a hal idén – Emergency House: Holiday
- 03. Leverem a lányt – V.I.P.: Keresem a lányt
- 04. A csapban is szétfolyok – Roy és Ádám: A csapból is én folyok
- 05. Csak a csillagász – Ámokfutók: Csak a csillagok
- 06. Álmaimban a Marika – AD Studio: Álmaimban Amerika
- 07. Gyere, látszol!! – Fresh: Gyere, táncolj
- 08. Akár Péter, akár Jóska – Back II Black: Akár péntek...
- 09. Fáj néha még a tenisz – Bestiák: Fáj néha még, ha felhívsz
- 10. Zörög a krémed – Hevesi Tamás: Zötyög az élet
- 11. Piszkos üvegek – TNT: Titkos üzenet
- 12. Szakaszvezetőnőőő – Animal Cannibals: Takarítónő
- 13. Mozduljon a bonsai – Bonanza Banzai: Induljon a banzáj
- 14. Minden ki? – LGT: Mindenki másképp csinálja
- 15. Dal A Quarelinről – Pa-dö-dő: Fáj a fejem

## Klipek
- Homorú Szamuráj[8]
- Koton áj dzsó[9]
- Balatoni frász[10]
- Szállj[11]
- Reszkessetek télapók[12]
- Rigó János[13]